# リュウキュウトンボ
リュウキュウトンボ（学名：Hemicordulia okinawensis）は、トンボ目エゾトンボ科ミナミトンボ属に分類されるトンボの一種である。

## 分布
奄美大島と沖縄本島に分布する。

## 生態
ミナミトンボ属の中では最大級であり、ミナミトンボよりも大きく全長は5cmほどである。金属光沢のある緑色をしており、森林に囲まれた池や流れの弱い川に生息する。4月上旬から10月上旬まで見られる。メスは、夕方になると産卵のため水辺に戻ってくる。